# Имани Роуз
Имани Роуз (енгл. Imani Rose; 8. јул 1986), америчка је порнографска глумица.
Дебитовала је као глумица у индустрији порнографије 2009. године када је имала 23 године. Према сајту ИАФД глумила је преко 70 порно-филмова.